# Estellés del año
Estellés del Año es un galardón y reconocimiento que se entrega a aquella persona que durante el año, o en años anteriores, mediante su actividad y prestigio ha dado a conocer el nombre de la ciudad de Estella, Navarra. 

## Historia
El galardón, obra de Carlos Ciriza fundida en bronce y con un peso de dos kilos y medio, representa al ciudadano que surge de la roca elevando hacia lo alto el símbolo de la ciudad: la estrella de ocho puntas.

El premio lo creó en 1990 Luis Tobes Urra, representante textil y comerciante de la ciudad del Ega.
 
Años más tarde, la también comerciante Resu Sesma Elizari y Jesús Astarriaga Corres, hostelero y restaurador de la ciudad, fueron los encargados de organizar esta iniciativa hasta el año 2017.

De la distinción y elección se encargan los medios de comunicación locales y la entrega se realiza en el Restaurante Astarriaga dónde también acuden miembros y autoridades municipales.

## El Galardón
| Año  | Galardonado                     | Actividad                               | Nominados                                                                           |
| 1990 | Pablo Hermoso de Mendoza        | Rejoneador                              |                                                                                     |
| 1991 | Francisco Mangado               | Arquitecto                              |                                                                                     |
| 1992 | Alfredo Balerdi                 | Pelotari                                |                                                                                     |
| 1993 | Francisco Beruete y Antonio Roa | Asoc. Amigos Camino de Santiago         |                                                                                     |
| 1994 | Adolfo Eraso                    | Geólogo                                 |                                                                                     |
| 1995 | Juan Satrústegui                | Escritor                                |                                                                                     |
| 1996 | Javier Echeverría               | Ciclista Paralímpico                    |                                                                                     |
| 1997 | Javier Urra                     | Defensor del menor Com. Madrid          |                                                                                     |
| 1998 | Patxi Ruiz                      | Pelotari                                |                                                                                     |
| 1999 | Carlos Ciriza                   | Escultor                                |                                                                                     |
| 2000 | Raúl Urriza                     | Presidente SD Itxako                    |                                                                                     |
| 2001 | José Torrecilla                 | Cronista                                |                                                                                     |
| 2002 | Camino Paredes                  | Directora Museo Gustavo de Maeztu       |                                                                                     |
| 2003 | Pedro Echávarri                 | Fundador grupo teatro Kilkarrak         |                                                                                     |
| 2004 | Luisa Labayru                   | Presidenta Club Bádminton Estella       | Juan Arza, Domingo Llauró, Patxi Labayru.                                           |
| 2005 | Juan Arza                       | Futbolista                              |                                                                                     |
| 2006 | Francisco Marco                 | Torero                                  |                                                                                     |
| 2007 | Carmelo Boneta                  | Artesano                                | Ángel Ustárroz, Félix Viscarret, Antonio Roa, Antonio Jordana.                      |
| 2008 | Andrea Barnó                    | Capitana SD Itxako                      | José María Martincorena, Josetxo Sánchez, Oier Sanjurjo, Gabriel Garín.             |
| 2009 | Ángel Ustárroz                  | Presidente Asoc. Empresas (Laseme)      | Oier Sanjurjo, Esther Calatayud, Mariló Montero, José Antonio Osés.                 |
| 2010 | Esther Calatayud                | Presidenta Asoc. Comerciantes           | -                                                                                   |
| 2011 | Javier Caamaño                  | Asoc. Amigos Camino de Santiago         | Miguel Iriberri, Diego Escribano Ott, Iñaki Vicuña Urmán.                           |
| 2012 | José Antonio López Chasco       | Presidente Club Baloncesto Oncineda     | Oier Sanjurjo, Alfonso Canela, Rosario Aldave y Javier San Martín.                  |
| 2013 | Joaquín Ansorena                | Aso. Defensa del Patrimonio             | Merche Osés, Ander Lamaison, Silvia Ederra, Marta Juániz.                           |
| 2014 | Alfonso Canela                  | Presidente CD Izarra                    | Tere Sáez, Consuelo Suberviola, Josu Repáraz, Cristina Roa.                         |
| 2015 | Felipe García Sádaba            | Txistulari Grupo Padre Hilario Olazaran | Domingo Llauró, Miguel Iriberri, Luis López, Consuelo Suberviola, Encarni Valencia. |
| 2016 | Oier Sanjurjo                   | Futbolista                              | Koldo Solchaga, Mikel Andueza, María Luisa Elguea y Joaquín Lazcoz                  |
| 2017 | Roberto Hita Chasco             | Prior Cofradía Vera Cruz                | Josetxo Sánchez, Irache Roa, Domingo Llauró y Merche Osés                           |